# إس أتش-3 سي كينغ
سيكورسكي إس أتش-3 سي كينغ وهي مروحية مضادة للغوصات ثنائية المحرك، خدمة في البحرية الأمريكية وقوات أخرى، وتستمر في الخدمة في عدة بلدان حول العالم. ويتم تصنيعها أيضا تحت رخصة في إيطاليا واليابان، وفي المملكة المتحدة باسم ويست لاند سي كينغ. والنسخات الرئيسية المدنية هي إس-61إل وإس-61آر.